# Xixing (sockenhuvudort i Kina, Zhejiang Sheng, lat 30,19, long 120,23)
Xixing är en sockenhuvudort i Kina. Den ligger i provinsen Zhejiang, i den östra delen av landet, nära eller i provinshuvudstaden Hangzhou. Antalet invånare är 60 435. Befolkningen består av 28 559 kvinnor och 31 876 män. Barn under 15 år utgör 13,0 %, vuxna 15-64 år 80 %, och äldre över 65 år 5,0 %.
Runt Xixing är det mycket tätbefolkat, med 1 463 invånare per kvadratkilometer. Närmaste större samhälle är Hangzhou, 13,2 km nordväst om Xixing. Omgivningarna runt Xixing är en mosaik av jordbruksmark och naturlig växtlighet.
Genomsnittlig årsnederbörd är 1 869 millimeter. Den regnigaste månaden är juni, med i genomsnitt 328 mm nederbörd, och den torraste är november, med 74 mm nederbörd.